# Lestodiplosis tjanshanica
Lestodiplosis tjanshanica är en tvåvingeart som först beskrevs av Marikovskij 1960.  Lestodiplosis tjanshanica ingår i släktet Lestodiplosis och familjen gallmyggor.
Artens utbredningsområde är Kazakstan. Inga underarter finns listade i Catalogue of Life.